# Mauricio Aceves
Mauricio Aceves (* 18. Dezember 1960 in Mexiko-Stadt) ist ein ehemaliger mexikanischer Profiboxer und erster WBO-Weltmeister im Leichtgewicht.

## Karriere
Aceves begann seine Profikarriere 1979 und boxte im Laufe seiner Karriere in Mexiko, den USA, Kolumbien, Südafrika, England und Dänemark. Im Januar 1989 boxte er in Montería um den ersten WBO-Weltmeistertitel im Leichtgewicht, erreichte dabei aber nur ein Unentschieden gegen den Kolumbianer Amancio Castro. Den Rückkampf und damit auch den WM-Titel, gewann er im Mai 1989 in Santa Ana durch Punktsieg über zwölf Runden. Den Titel verteidigte er anschließend im August 1989 in Los Angeles durch K. o. in der zehnten Runde gegen Óscar Bejines. Im September 1990 verlor er den Titel in Brownsville durch knappe Punktniederlage an den Südafrikaner Dingaan Thobela.
Weitere Kämpfe seiner Laufbahn bestritt er gegen die Weltmeister René Arredondo, Alfredo Layne, Roger Mayweather, Jorge Páez und Shane Mosley. Er beendete seine Karriere im November 1996.